# Maryam Goumbassian
Maryam Goumbassian, född 1831, död 1909, var en ottomansk-armenisk skådespelare. Hon tillhörde den första grupp av kvinnliga yrkesskådespelare i Osmanska riket och Mellanöstern. 
Hon var före sin scenkarriär aktiv som guvernant. Hon debuterade i den kristna armeniska teatern år 1862 och avgick från scenen år 1884. 